# Georgii-Gymnasium Esslingen

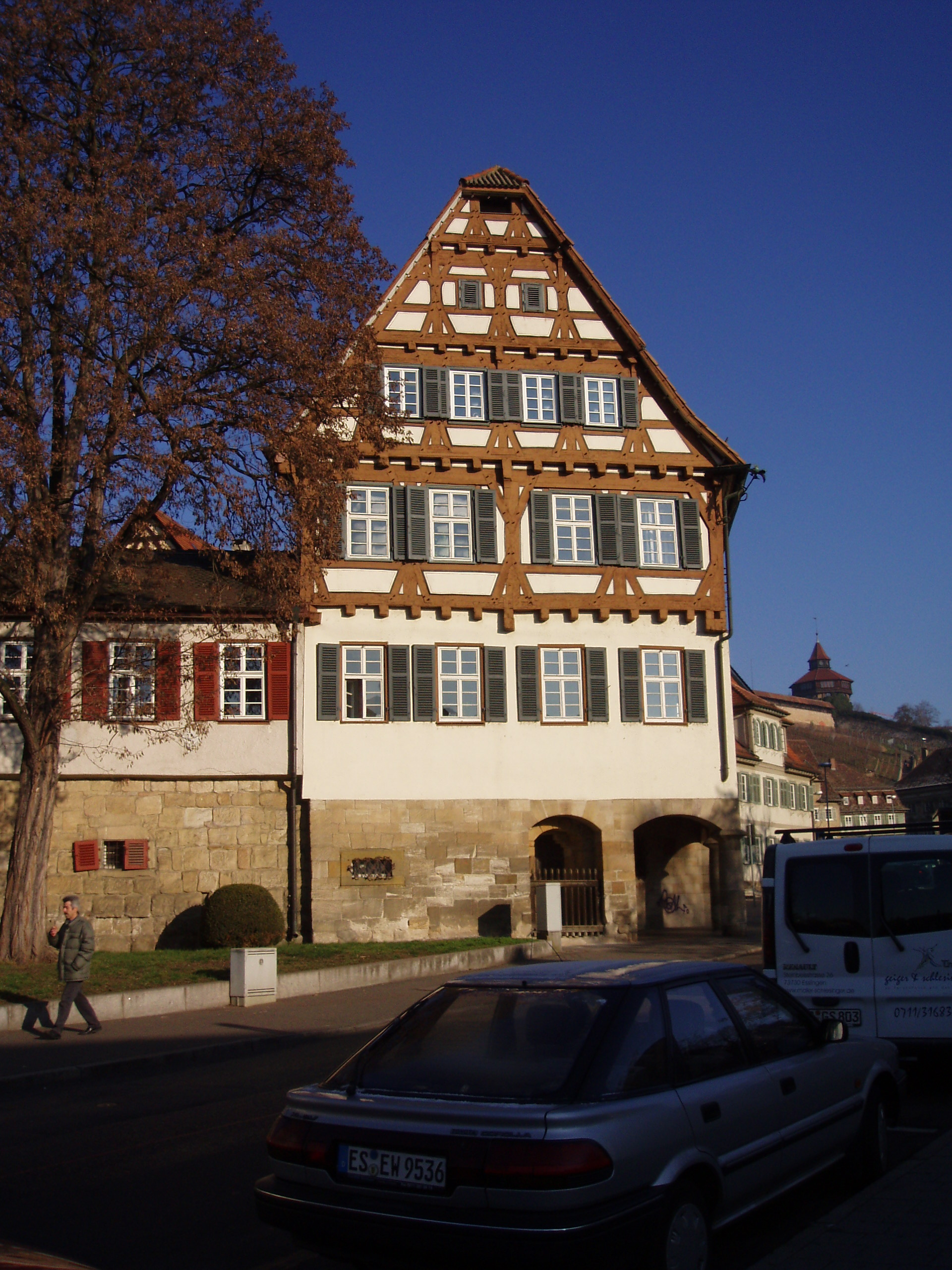
Das Gebäude der Lateinschule

Das Georgii-Gymnasium in Esslingen am Neckar ist aus einer erstmals im Jahr 1267 urkundlich belegten Lateinschule hervorgegangen und gehört somit zu den ältesten Schulen in Deutschland. Das Gymnasium wurde 1937 nach Theodor Georgii benannt.

## Geschichte
Die frühe Einrichtung der Lateinschule hat vermutlich in der Niederlassung der Dominikaner im frühen 13. Jahrhundert in Esslingen ihren Ursprung. Im Jahr 1279 wurde der Esslinger Schulmeister Magister Henricus Scholasticus erstmals urkundlich erwähnt, was als erster sicherer Nachweis einer Lateinschule in Esslingen gilt. Ab 1362 war die Lateinschule Stadtschule und war bis 1910 stets im gleichen, bis heute erhaltenen Haus untergebracht. 1598 wurde auf den Vorschlag des Hofpredigers Lukas Osiander hin ein Internatsbetrieb, ein Collegium Alumnorum, angegliedert. Im 19. Jahrhundert traten neben die Sprach- auch die Realklassen. 1840 wurde die Schule zu einer württembergischen Landexamenschule; 1861 wurden die Realklassen ins spätere Schelztor-Gymnasium überführt; 1876 wurde aus dem Pädagogium ein Lyceum, 1899 erlangte die Anstalt endgültig Gymnasialstatus. Im Jahr 1914 wurde ein Realgymnasium angegliedert, dessen Klassen 4–9 als „B-Klassen“ neben den gymnasialen „A-Klassen“ geführt worden sind. Schon früh besuchten auch vereinzelt Mädchen den Unterricht in diesem Gymnasium, als eine Pionierin ist hier Else Kienle zu nennen. Durch einen Reichserlass im Jahr 1937 erfolgte die Gleichschaltung aller Höheren Lehranstalten zu Oberschulen, wodurch die Notwendigkeit einer Namensgebung entstand. Durch Entscheidung des Oberbürgermeisters Alfred Klaiber vom 23. Juli 1937 wurde der Name Georgii-Oberschule gewählt. Seit 2024 ist das Georgii-Gymnasium Teil des Netzwerks Schule ohne Rassismus – Schule mit Courage.

## Gebäude
Bis zum Bau des heutigen Schulgebäudes am Lohwasen, das im Jahr 1910 eingeweiht wurde, fand der Schulbetrieb in einem Gebäude in der Abt-Fulrad-Straße 3 in Marktplatznähe statt.
Das Schulgebäude von 1910, entworfen von Gustav Blümer und mit sparsamem bildhauerischem Schmuck versehen von Albert Gäckle, gliederte sich in ein fünfstöckiges Schulhaus mit Hausmeisterwohnung und eine Turnhalle. Die Errichtung des Gebäudes wurde unter anderem durch eine Großspende des Esslinger Fabrikanten Eugen Merkel ermöglicht. Das Schulgebäude wurde 1965 um einen Anbau, einen Musikpavillon und eine weitere Sporthalle ergänzt. Im Jahr 1985 wurde im Bereich der Umkleideräume der alten Turnhalle eine Mensa eingerichtet. 1987 wurde ein weiterer Anbau fertiggestellt, welcher neben Fachräumen für Physik, Chemie, Biologie, Bildende Kunst und Informatik ein Fotolabor enthält. Im darauffolgenden Jahr wurde die alte Turnhalle zu einer Aula mit Bühnenanlage und modernster Technik für Akustik und Beleuchtung umfunktioniert. Da sich das Schulgelände auf einer Insel zwischen zwei Neckarkanalarmen befindet, war der Platz für Erweiterungen begrenzt, für die Bauaktivitäten wurden Grünflächen auf dem Gelände verwendet. Im Jahr 2009 wurden der sogenannte Glaspalast, welcher als Aufenthaltsraum und Multimediaraum genutzt wird, und ein Werkraum eingeweiht.
Auf dem Gelände des Georgii-Gymnasiums sind als Erinnerung an ehemalige in der Zeit des Nationalsozialismus verfolgten und ermordeten Schüler mehrere Stolpersteine verlegt. Seit 1921 erinnert eine von Franz Boeres entworfene und von der Erzgießerei Pelargus ausgeführte Gedenktafel an die Gefallenen der Schulgemeinschaft des Ersten Weltkriegs. Im Gebäude befindet sich außerdem eine Büste Max von Mülbergers.

## Profil und Organisation
Insgesamt ist ein durchlässiges Konzept vorgesehen, das Schülern auch in der Mittelstufe noch eine Entscheidung für die sprachliche bzw. die naturwissenschaftliche Orientierung erlaubt.

### Sprachliches Profil
Als einzige Schule in Esslingen bietet das Georgii-Gymnasium nach wie vor einen altsprachlichen Zug an, der nach dem Biberacher Modell mit den Fremdsprachen Latein und Englisch in Klasse 5 beginnt und in Klasse 8 durch Griechisch als dritte Fremdsprache ergänzt wird. Für neusprachlich Interessierte wird statt Griechisch Französisch angeboten. Neben dem Einstieg mit Latein ist möglich, dass Schüler in Klasse 5 mit modernen Fremdsprachen beginnen und in Klasse 8 eine der alten Sprachen hinzuwählen. Zudem kann ab Klasse 10 Spanisch hinzugewählt werden. Ab Klasse 6 wird phasenweise zweisprachig unterrichtet. Durch zeitversetzte Phasen des Erlernens zweier moderner und zweier alter Sprachen kann ein Schüler des Georgii-Gymnasiums das Zertifikat des Europäischen Gymnasiums erwerben.

### Naturwissenschaftliches Profil
Ab Klasse 5 wird neben dem üblichen Fächerkanon das Fach Naturphänomene angeboten. Statt der dritten Fremdsprache kann in Klasse 8 auch IMP (Informatik, Mathematik und Physik) gewählt werden. Durch die Möglichkeit der Teilnahme an der Schüler-Ingenieur-Akademie in der Kursstufe werden technisch interessierte Schüler besonders gefördert.
Das Georgii-Gymnasium wurde in den Jahren 2012, 2015 und 2019 als MINT-freundliche Schule ausgezeichnet.

### Musisch-künstlerisches Profil
In der Mittelstufe wird mit einem verstärkten Unterricht in den Leitfächern Musik und Bildende Kunst ein musisch-künstlerischer Schwerpunkt gesetzt. Im Laufe der Jahre kann so der sogenannte Kulturführerschein erworben werden.

### Ganztagesangebot
Seit Beginn des Schuljahres 2009/2010 ist das Georgii-Gymnasium offiziell eine Offene Ganztagsschule, die unter anderem das Angebot einer Hausaufgabenbetreuung beinhaltet. Chor, Orchester und zahlreiche Arbeitsgemeinschaften runden das Angebot an Lerninhalten ab. Außerdem können sich die Schüler in verschiedenen Lehrgängen zu Streitschlichtern und Schülermedienmentoren ausbilden lassen.

### Schüleraustausch
Das Georgii-Gymnasium unterhält einen Schüleraustausch mit dem Lycée Denis de Rougemont in Neuchâtel (Schweiz) und dem Lycée Jay de Beaufort in Périgueux (Frankreich). Zudem besteht die Möglichkeit eines halbjährlichen Aufenthalts in Sheboygan (USA) und einer Sprachreise nach Bournemouth (Großbritannien).

### Mensa
Schon im Jahr 1979 wurde eine Mensa eingerichtet, die bis heute (Stand 2024) von Eltern ehrenamtlich betrieben wird. Sie war zunächst im benachbarten Otto-Riethmüller-Haus untergebracht und befindet sich seit 1985 im Vorraum der zur Aula umgebauten ehemaligen Turnhalle.

### Schülerzeitung
Seit dem Jahr 1949 besteht die Schülerzeitung Filius, die unregelmäßig erscheint.

## Förderverein
Im Jahr 1953 wurde der Verein ehemaliger Pennäler und Freunde des Georgii-Gymnasiums gegründet, der ungefähr 500 Mitglieder umfasst. 2024 wurde der Verein in Förderverein des Georgii-Gymnasiums umbenannt. Neben der Traditionspflege unter der ehemaligen Schülerschaft und der Förderung der Verbundenheit mit der alten Schule steht vor allem die finanzielle Unterstützung der Schule im Mittelpunkt.

## Bekannte Schulangehörige

### Lehrer
- Christian Gottfried Boeckh (1732–1892), Pädagoge und Theologe, pädagogischer Schriftsteller und Herausgeber
- Karl Pfaff (1795–1866), Pädagoge, Historiker und Sängervater
- Christian von Dillmann (1829–1899), Pädagoge und Schulreformer
- Eugen Nägele (1856–1937), Naturschützer, Pädagoge und Heimatforscher
- Max Cramer (1859–1933), Lehrer und Familienforscher
- Friedrich Hertlein (1865–1929), Archäologe, Prähistoriker und Pädagoge
- Theodor Eisele (1867–1917), Altphilologe und Gymnasiallehrer
- Peter Goessler (1872–1956), Prähistoriker und Denkmalpfleger
- Wilhelm Häcker (1877–1959), evangelischer Theologe und Lehrer
- Wolfgang Pfleiderer (1877–1971), Philologe, Gymnasial- und Volkshochschullehrer
- Otto Borst (1924–2001), Historiker
- Ernst Waldemar Bauer (1926–2015), Fernseh- und Hörfunkpublizist, Biologe, Buchautor, Dokumentarfilmer und Politiker (FDP)
- Klaus Bittner (* 1938), Ruderer, gewann 1960 in Rom olympisches Gold
- Martin Vogel (* 1972), Volleyballspieler

### Schüler
- Johann Böschenstein (1472–1540), Hebraist, Kirchenlieddichter und Mathematiker
- Michael Stifel (1487–1567), Theologe, Mathematiker und Reformator
- Johann Eberhard Fischer (1697–1771), Historiker und Sprachforscher, nahm an der Grossen Nordischen Expedition (1733–1743) teil.
- Tobias Mayer (1723–1762), Astronom, Geo- und Kartograf, Mathematiker und Physiker
- Philipp Matthäus Hahn (1739–1790), Pfarrer und Ingenieur
- Justin Heinrich Knecht (1752–1817), Komponist, Organist, Dirigent, Musikpädagoge und Musiktheoretiker
- Philipp Jakob Völter (1757–1840), Knabenschulmeister, Musikdirektor, Volksschulpädagoge und Schriftsteller im Schulwesen
- Johann Philipp Beck (1766–1840), evangelisch-lutherischer Geistlicher und Pädagoge
- Johann Christian Friedrich Steudel (1779–1837), evangelisch-lutherischer Theologe
- Ernst Gottlob Köstlin (1780–1824), evangelischer Theologe und Professor am Johanneum in Hamburg
- Ernst Gottlieb von Steudel (1783–1856), Arzt und Botaniker
- Friedrich Kausler (1798–1874), württembergischer Oberamtmann
- Ludwig Hofacker (1798–1828), evangelischer Pfarrer
- Friedrich Karl August Seeger (1798–1868), Jurist und Politiker
- Gustav von Binder (1807–1885), Gymnasialprofessor und Landtagsabgeordneter
- Kuno von Wiederhold (1809–1885), württembergischer Generalleutnant und Kriegsminister
- Friedrich Nagel (1810–1884), Politiker und Jurist
- Carl Ludwig Deffner (1817–1877), württembergischer Unternehmer, Politiker, Geologe und Mineraloge
- Immanuel Faißt (1823–1894), Komponist und Mitgründer der Stuttgarter Musikhochschule
- Karl August Auberlen (1824–1864), lutherischer Theologe
- Eduard Bacmeister (1825–1922), württembergischer Verwaltungsbeamter.
- Theodor Georgii (1826–1892), Protagonist der deutschen Turnbewegung
- Ferdinand von Hochstetter (1829–1884), deutsch-österreichischer Geologe, Naturforscher und Entdecker
- August Weiß (1832–1927), Schaumweinhersteller und Mitglied des Deutschen Reichstags
- Ernst von Herzog (1834–1911), Klassischer Philologe, Althistoriker, Epigraphiker und Provinzialrömischer Archäologe
- Theodor Schott (1835–1899), evangelischer Theologe, Bibliothekar und Kirchenhistoriker
- Wilhelm August von Breitling (1835–1914), Jurist. Von 1901 bis 1906 württembergischer Ministerpräsident
- Ernst Johann Eitel (1838–1908), protestantischer Missionar in China und Autor eines kantonesischen Wörterbuches
- Julius Motteler (1838–1907), Kaufmann und Sozialist
- Emil von Kessler (1841–1895), Unternehmer und Politiker
- Eugen Schaal (1842–1928), Chemiker
- Theodor Engel (1842–1933), evangelischer Theologe, Geologe und Paläontologe
- Ludwig Fischer von Weikersthal (1843–1912), württembergischer Offizier
- Albert Regelmann (1846–1912), Stadtbaurat von Oberhausen
- Hermann Brodbeck (1849–1912), Brauereibesitzer, Gastwirt und Politiker
- Paul Knapp (1851–1908), Gymnasiallehrer, Klassische Archäologie und Altphilologe
- Julius Denzel (1852–1915), Chemiker
- Karl Geiger (1855–1924), evangelischer Theologe und Bibliothekar
- Max Georgii (1855–1934), Versicherungsjurist und Manager
- Theodor von Soden (1863–1914), Oberamtmann
- Rudolf Friedrich Weinland (1865–1936), Apotheker und Chemiker
- Richard Calwer (1868–1927), Journalist, Nationalökonom, Statistiker und zeitweise sozialdemokratischer Politiker
- Abraham Schweizer (1875–1942), Rabbiner
- Hermann Eugen Müller (1877–1967), Bergbau- und Vermessungsingenieur
- Otto Keinath (1879–1948), Politiker (NLP, DDP, DVP)
- Georg Schmückle (1880–1948), Jurist und Schriftsteller
- Eugen Lutz (1882–1922), württembergischer Oberamtmann
- Robert Perlen (1884–1961), Jurist
- Erich Schairer (1887–1956), Journalist und Publizist
- Gustav Strohm (1893–1957), Diplomat
- Wilhelm Schloz (1894–1972), Schriftsteller, Maler, Grafiker und Buch-Illustrator
- Oskar Dirlewanger (1895–1945), Offizier der Waffen-SS und Kriegsverbrecher
- Richard Dölker (1896–1955), Grafiker und Textilgestalter
- Richard Lohrmann (1896–1970), Forstmann und Naturschützer
- Otto Mörike (1897–1978), evangelischer Pfarrer in der Evangelischen Landeskirche in Württemberg und Widerstandskämpfer im Dritten Reich
- Gerhard Storz (1898–1983), Pädagoge, Schriftsteller, Literaturwissenschaftler, CDU-Politiker und von 1958 bis 1964 Kultusminister des Landes Baden-Württemberg
- Else Kienle (1900–1970), Ärztin und Schriftstellerin
- Wolfgang Mülberger (1900–1983), Ministerialbeamter und Politiker
- Bernhard Blume (1901–1978), deutschamerikanischer Literaturwissenschaftler
- Richard Baum (1902–2000), Musikwissenschaftler und Musikhistoriker
- Rudolf Schwarz (1904–1963), Schriftsteller, Werbefachmann und Parapsychologe
- Willem Holsboer (1905–1959), Schauspieler, Regisseur und Theaterintendant
- Hugo Moser (1909–1989), Germanist
- Werner Ansel (1909–1988), Verwaltungsbeamter und Landrat
- Heinz Maier-Leibnitz (1911–2000), Physiker und Präsident der Deutschen Forschungsgemeinschaft
- Otto Wolfgang Bechtle (1918–2012), Unternehmer sowie Verleger und Herausgeber
- Hans Robert Jauß (1921–1997), Romanist und Literaturwissenschaftler, Professor an der Universität Konstanz
- Hans Ulrich Eberle (1927–1988), Bibliothekar. Leitete von 1960 bis zu seinem Tod 1988 die Stadtbibliothek Heilbronn
- Gerhard Mahler (1930–1996), Unternehmer und Politiker (CDU)
- Eberhard Kolb (* 1933), Historiker, Professor an der Universität zu Köln
- Horst Wörner (1934–2014), Zahnmediziner und Professor
- Wolfgang Fritz Haug (* 1936), marxistischer Philosoph und Verleger
- Eberhard Weber (* 1940), Jazz-Bassist und -komponist
- Volker Hauff (* 1940), Politiker (SPD), von 1978 bis 1980 Bundesminister für Forschung und Technologie, von 1980 bis 1982 Bundesminister für Verkehr und von 1989 bis 1991 Oberbürgermeister von Frankfurt am Main
- Gerhard Remppis (* 1940), Politiker (SPD), ehemaliger Abgeordneter des Landtags von Baden-Württemberg
- Elmārs Ernsts Rozītis (* 1948), lutherischer Geistlicher und emeritierter Erzbischof der Lettischen Evangelisch-Lutherischen Kirche im Ausland
- Helmut M. Jahn (* 1949), Politiker (CDU), ehemaliger Landrat des Hohenlohekreises und ehemaliger Präsident des Landkreistags Baden-Württemberg
- Markus Dewald (* 1952), Oberstudienrat und Kulturwissenschaftler
- Heimo Schwilk (* 1952), Journalist und Autor
- Werner Heun (1953–2017), Rechtswissenschaftler
- Gerhard Dieter Nothacker (* 1953), Rechtswissenschaftler und Soziologe
- Ulrike Sonntag (* 1959), Opern-, Lied- und Konzertsängerin und Professorin für Gesang an der Staatlichen Hochschule für Musik und Darstellende Kunst in Stuttgart
- Daniel Hohrath (* 1960), Militärhistoriker
- Martin Luik (* 1961), Prähistoriker, Archäologe und Hochschullehrer
- Andreas Hesky (* 1964), Oberbürgermeister von Waiblingen
- Cora Dietl (* 1967), Alt-Germanistin an der Justus-Liebig-Universität Gießen
- Thomas Preiß (* 1968), Chorleiter, Arrangeur, Pianist und Lehrer
- Matthias Deuschle (* 1970), evangelischer Theologe
- Annette Zgoll (* 1970), Altorientalistin, Professorin an der Universität Göttingen
- Karim Sebastian Elias (* 1971), Komponist, Professor für Komposition und Arrangement an der Hochschule für Film und Fernsehen „Konrad Wolf“ Potsdam-Babelsberg
- Michael W. Gee (* 1971), Ingenieur und Professor für Mechanik auf Höchstleistungsrechnern an der Technischen Universität München
- Jürgen Müller (* 1971), Filmemacher, Moderator, Handball-Kommentator
- Christian A. Pohl (* 1975), Pianist, Klavierpädagoge, Autor und Professor an der Hochschule für Musik und Theater „Felix Mendelssohn Bartholdy“ Leipzig
- Anna Bullard-Werner (* 1992), Schauspielerin
- Thimo Meitner (* 1994), Schauspieler